# Площадь Ленина (Хабаровск)
Площадь имени Ле́нина — центральная площадь города Хабаровска, находится в Центральном районе, между улицами по периметру Пушкина, Муравьёва-Амурского, Гоголя и проездом, соединяющим улицу Гоголя и Пушкина. Разделяет улицы Карла Маркса и Муравьёва-Амурского, бывшие до 1992 года единой улицей Карла Маркса. Территория площади в границах улиц — 25 300 м². Место проведения основных городских мероприятий и торжеств.

## История
С ростом Хабаровки на территории современной площади образовалось кладбище, которое было включено в первый и второй генеральный планы развития города. В 1880 году областным землемером Поповым был составлен новый план застройки. По нему Хабаровка расширялась до нынешней Московской улицы, а кладбище выносилось за городскую черту. Шло время, место это превратилось просто в пустырь, хотя считалось уже городской территорией. В 1892 году крестьяне — переселенцы из Саратовской губернии Медведев и Овчинников предложили разбить здесь фруктовый сад, составили план на 1000 саженцев, более того, и саженцы имелись в наличии. Но власти распорядились иначе: пустырь расчистили, и в 1897 году бывшее кладбище стало плацем, который назвали Николаевской площадью — в честь Николаевской церкви. Здесь расположилась биржа извозчиков, шла торговля — место обустраивалось, обозначались границы площади: улица Пушкинская и Гоголевская. Построены двухэтажные каменные здания: Николаевское городское 3-классное училище и почтово-телеграфная контора, трёхэтажное реальное училище (современная 3-я городская больница, ставшая четырёхэтажной, а ныне Торговый дом и отделение Сбербанка). После Февральской революции — 5 марта 1917 года на митинге горожан решено переименовать площадь в площадь Свободы.
В 1925 году установлен памятник В. И. Ленину.
В 1929 году произведено захоронение бойцов Особой Дальневосточной армии (ОДВА).
В 1949 году архитектор Е. Д. Мамешин разработал проект планировки и застройки площади (он же автор современного медицинского университета, стоящего тут же). В 1950 году площадь покрыли асфальтом, окончательно утвердили её границы (она стала одной из крупнейших в стране), выстроили трибуны, на которых помещалось 2,5 тысячи человек. Поменял место и памятник Ленину — из центра его перенесли к трибунам, где он и находится до сих пор, площадь же переименовали в площадь Сталина. Большой фонтан был установлен несколько позже.
27 июля 1957 года горисполкомом принято решение «О переименовании площади имени Сталина в площадь имени Ленина».
Площадь имени Ленина, фотографии 1977—1981 гг.
В 1998 году проведена вторая реконструкция площади — авторы: Мамешин А. Е. — руководитель, Мамешина А. В., Мамешин Е. Д., Мамешин А. А.; генеральный подрядчик — ОАО «Геприд» — генеральный директор А. Д. Крутько. В ходе реконструкции большой фонтан был сдвинут в центру, асфальтное покрытие заменено гранитной плитой и брусчаткой, площадь оборудована малыми формами архитектуры (скамьи, переносные клумбы, урны), поставлено освещение. Перемещение большого фонтана в центр площади объясняется изменением её предназначения: из общественно-политической площадь Ленина превратилась в место отдыха жителей и гостей краевого центра, место проведения социально-культурных мероприятий.
В 2003 году построен пешеходный виадук через улицу Муравьёва-Амурского (в районе академии государственной службы) с благоустройством участка от лестничного спуска до здания Дальневосточного государственного медицинского университета.
В течение всей истории на центральной площади проводились мероприятия общественно-политической направленности, новогодние ёлки. Каждую зиму проводится международный фестиваль ледовых скульптур.

## Памятник Ленину

Памятник изображает Ленина в кепке, который правую руку держит в кармане брюк, левой держится за ворот пиджака.

После установления Советской власти на Дальнем Востоке в адрес Дальбюро ЦК РКП(б), в Дальревком и в местные газеты шли потоком письма, в которых предлагали установить в Хабаровске памятник Ленину. В годовщину его смерти — 22 января 1925 года прошла торжественная закладка, а к октябрьским праздникам из Москвы прибыла скульптура работы народного художника РСФСР М. Г. Манизера. Митинг по этому поводу 7 ноября был многолюдным. На нем выступал председатель Дальревкома Я. Б. Гамарник: 
«Мы открываем памятник величайшему вождю человечества во все века — товарищу Ленину — в восьмой год Октябрьской революции и третий год советизации Дальнего Востока. Эти два праздника связаны с именем Ленина»

Высота памятника вместе с постаментом составила 6,67 м. Были изготовлены и закреплены на постаменте 3 бронзовые доски с цитатами вождя.

При первой реконструкции в 1950 году памятник перенесли из центра площади к зданию бывшего реального училища, по бокам сделав трибуны. Тогда же пропали 2 таблички — осталась только цитата: 
«Ещё 40-50 лет правильных отношений с крестьянством, и победа коммунизма в России обеспечена»

В 1970-х годах её сменила другая из трех табличка, которая и висит по сегодняшний день:
«Коммунизм — есть высшая степень развития социализма, когда люди работают из сознания необходимости работать на общую пользу»
В 1990-х годах, особенно во время второй реконструкции площади (на современный лад), звучали мнения убрать памятник, но он был оставлен и отреставрирован. Также исчезли трибуны (вместо них появились газоны), облицован и укреплен постамент, выполнено новое покрытие площадки, убрана подпорная стенка.

## Архитектурный ансамбль (современный вид)
На площади выполнены 8 малых фонтанов с бассейнами диаметром 6,0 м на месте существовавших ранее и большой фонтан, который размещается сейчас в центре площади. Площадка большого фонтана представляет собой квадрат со сторонами 52×52 м, оформленный газонами, цветниками. В центре разноуровневой площадки расположен бассейн большого фонтана, состоящий из 3-х частей: верхнего, промежуточного и нижнего бассейнов. Диаметр нижнего бассейна по внешнему краю борта — 22 м. В центре верхнего бассейна расположен постамент высотой 4 метра с бронзовой чашей большого фонтана. Все элементы большого и малых фонтанов выполнены в классическом стиле с сохранением образности фонтанов, построенных в 1950—1957 гг. Материал, примененный для изготовления фонтанов — красный гранит с полированной поверхностью. Чаша большого фонтана, центральные насадки, декоративные элементы на постаментах изготовлены в отливке из бронзы. В темное время суток выполняется подсветка струй большого и малых фонтанов. Покрытие средней части площади — пиленая гранитная плитка 30×30 см белого, серого и красного цветов. На площадках малых фонтанов, боковых аллеях, дорожках — покрытие из бетонной брусчатки красного и серого цветов, с фризом из гранитной плитки. Бордюрный камень цветочниц, рабаток — фигурный, из серого гранита. Фонари для освещения площади — чугунные, Каслинского литья. Со стороны ул. Пушкина предусмотрена парковка на 50 легковых автомобилей. На противоположной стороне улицы находится памятник Ленину.
Архитектурный облик застройки площади разнохарактерный — здания, возведенные в различное время выполнены в различных облицовочных материалах, различной масштабности и этажности. На площади находятся:
- Правительство Хабаровского края (в народе «Белый дом»)
- Дальневосточный государственный медицинский университет

Хабаровск, здание Дальневосточной академии государственной службы, ранее — Высшая партийная школа. Тридцать одна раскрытая книга «Ленин — Сталин».

- Дальневосточная академия государственной службы
Между окнами верхнего этажа на здании Дальневосточной академии государственной службы (бывшая Высшая партийная школа) имеются лепные украшения — тридцать одна раскрытая книга, на левой странице написано — «Ленин», на правой странице — «Сталин».
- Юнкерское училище, бывшая городская больница № 3 (здание продано Сбербанку, больница объединена с Краевой клинической больницей № 2)
- Гостиница «Центральная»
- Далькомбанк (МТС-Банк)
- Жилое здание по ул. Карла Маркса № 37 — магазин «Книжный мир» и парикмахерская
- Филиал Альфа-Банка
- Городская больница № 2 имени проф. Матвеева (челюстно-лицевая хирургия)

Территория площади им. В. И. Ленина в границах улиц — 25 300 м; площадь фонтанов — 610 м; площадь покрытий — 16 240 м; площадь озеленения — 8 450 м.

## Галерея

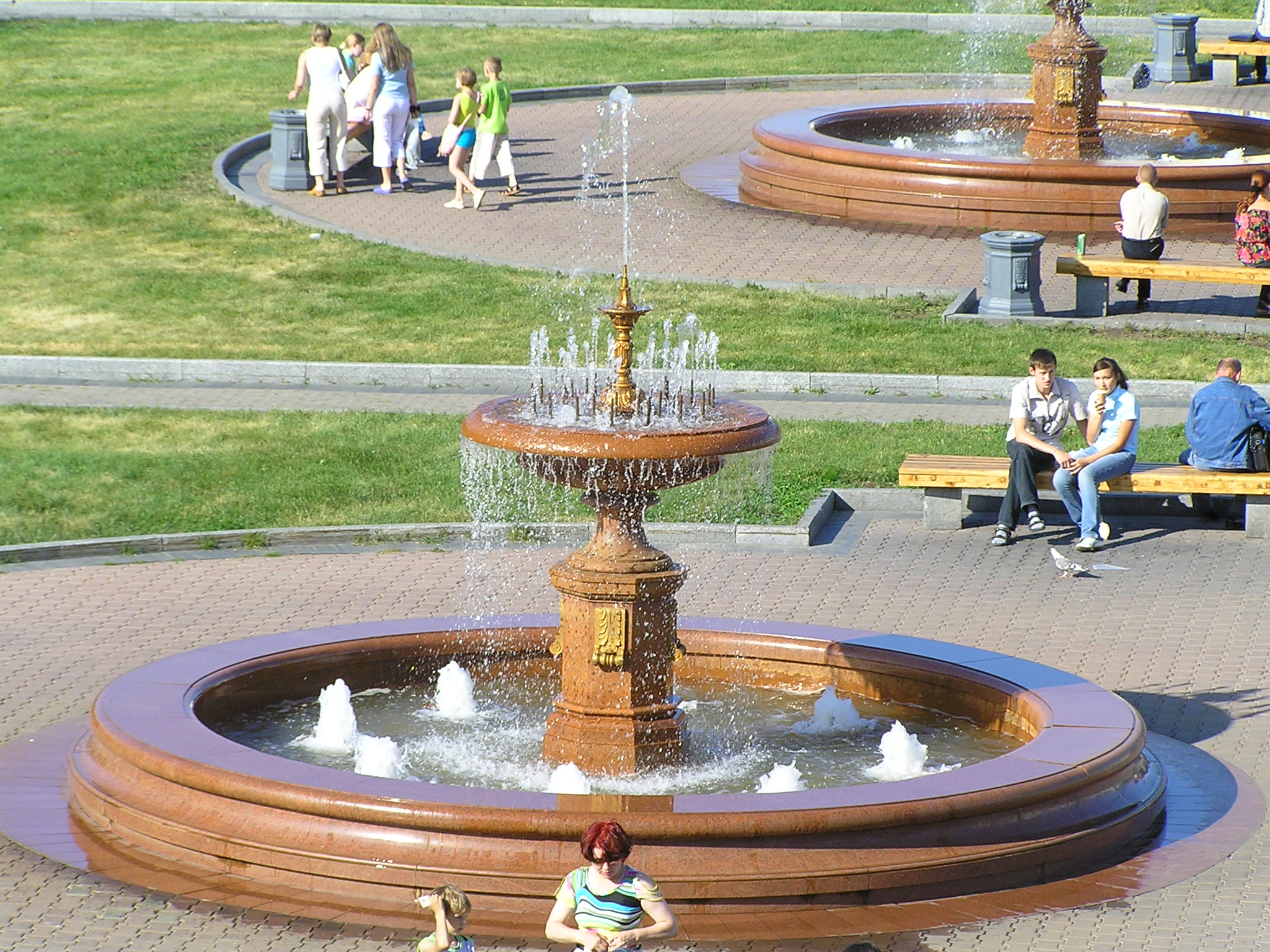
Один из малых фонтанов
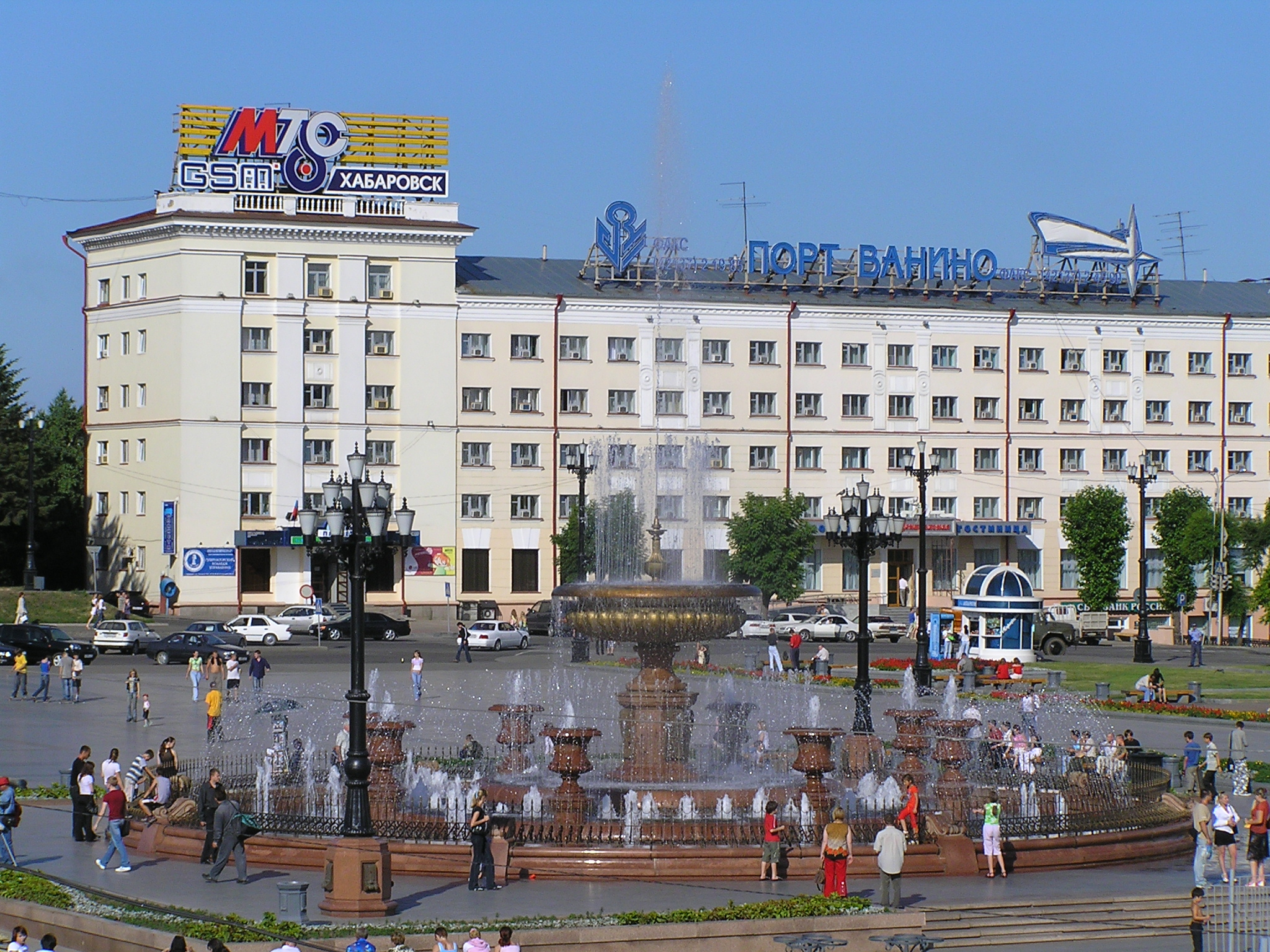
Центральный фонтан
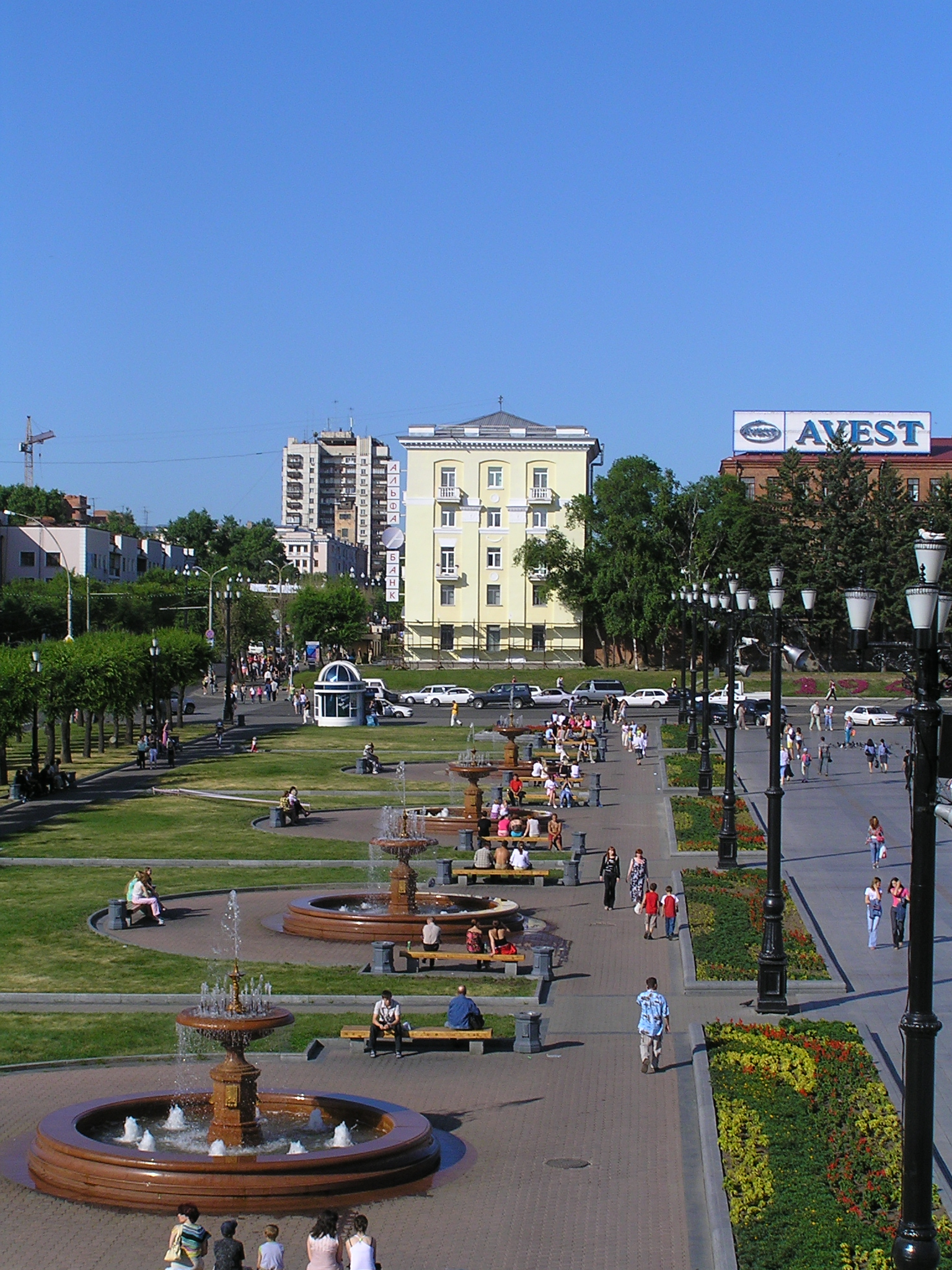
Линия малых фонтанов

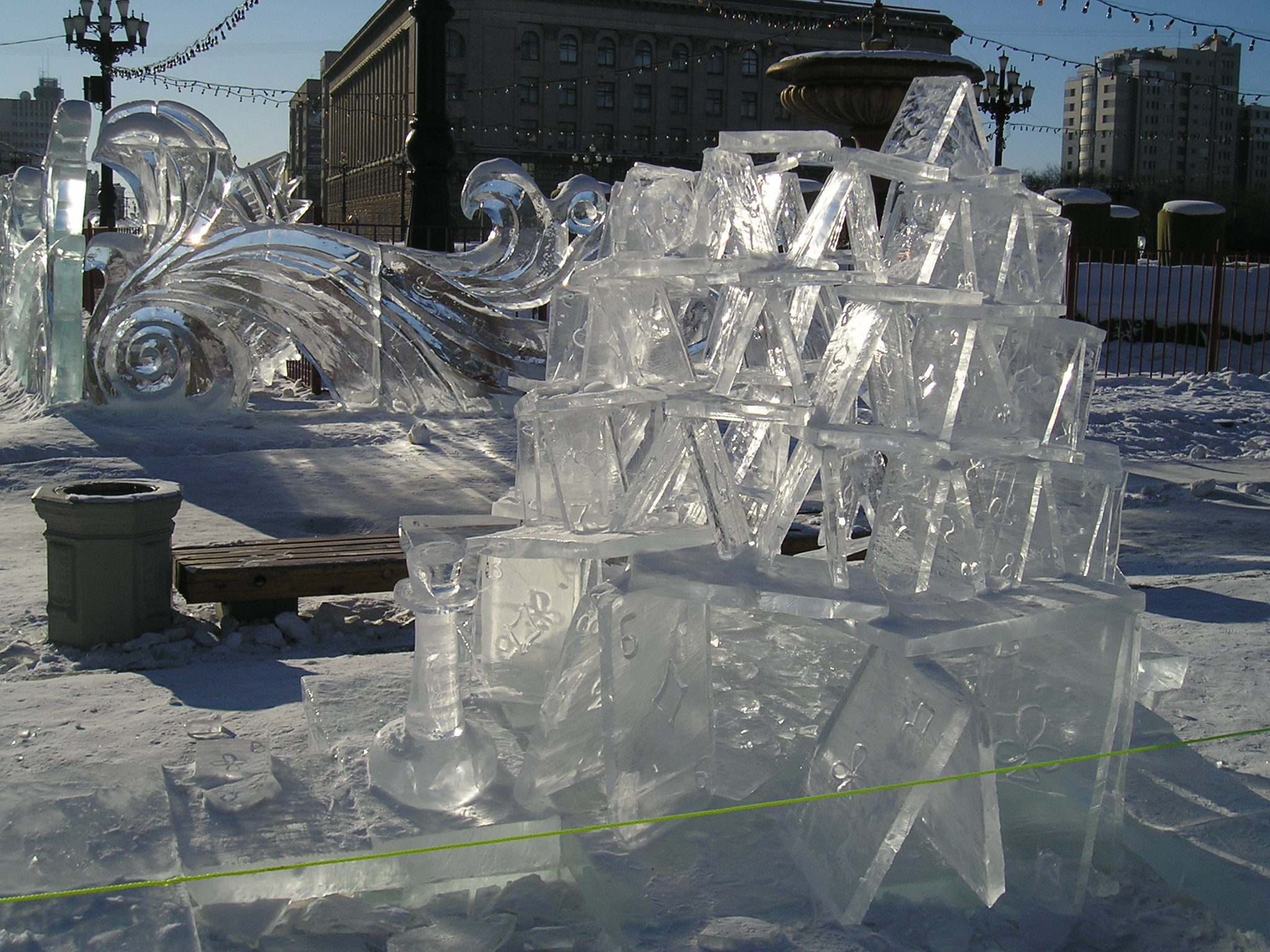
Фестиваль ледовых скульптур на площади Ленина
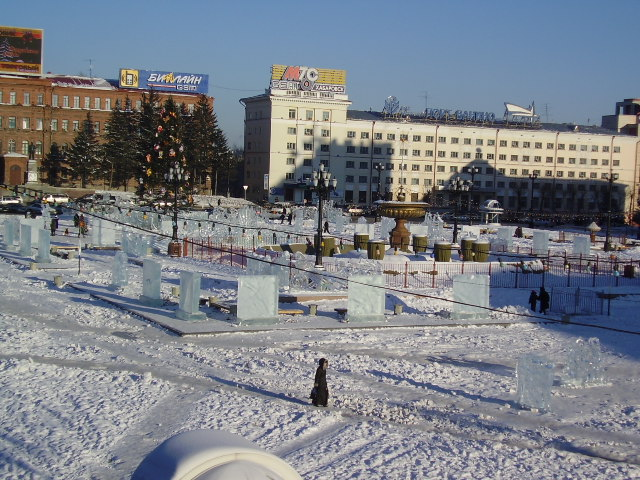
Ледяные глыбы — подготовка к конкурсу ледовых скульптур
Репетиция Парада Победы 9 мая 2012 года
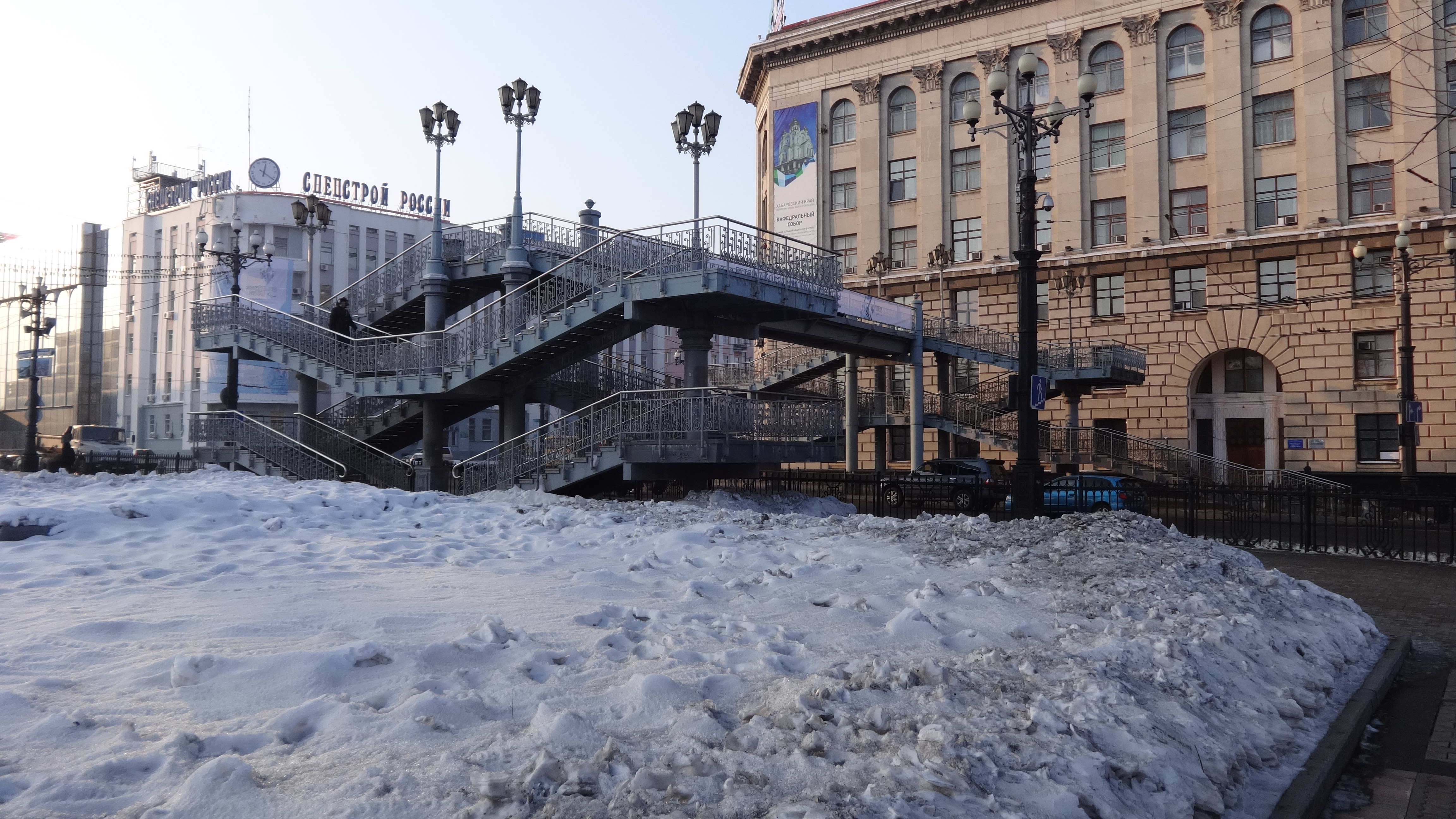
Пешеходный виадук

### Онлайн-камеры
- Хабаровск. Площадь Ленина // Habacama Архивная копия от 7 августа 2020 на Wayback Machine
- Хабаровск. Площадь Ленина, крупный план // Habacama Архивная копия от 25 июля 2020 на Wayback Machine